# Кеннессен, Валери
Валери́ Мадле́н Мише́ль Франсуа́за Дродло́-Кеннессе́н (фр. Valérie Madeleine Michelle Françoise Drodelot-Quennessen; 3 декабря 1957, Булонь-Бийанкур, Франция — 19 марта 1989, Сент-Уан-де-Шам, Франция) — французская актриса.

## Биография
Кеннессен родилась 3 декабря 1957 года в Булонь-Бийанкуре, пригороде Парижа. Детство посвятила акробатике, быстро добившись успеха, уже в 10 лет была отмечена наградой. В подростковом возрасте покинула акробатику и, чтобы преодолеть свою застенчивость, начала посещать курсы актёрского мастерства. Это переросло в увлечение: сначала она сжато изучала драму в Национальной школе искусств и технологий театра, затем с 1976 по 1979 годы училась в Высшей национальной консерватории драматического искусства, в Париже, и участвовала в нескольких театральных постановках, в частности, «Chers Zoiseaux» Жана Ануя, поставленной в 1976 году, и пьесе Луиджи Пиранделло «Новая колония» (1977).
Впервые появилась в кино в 1976 году, в двух французских фильмах: «Le Petit Marcel» и «Le Plein de super». Затем продолжала время от времени появляться во французских фильмах и телевизионных шоу, В 1979 году она получила одну из главных ролей в американском фильме «Французские открытки», где работала вместе с Майлзом Чэпином, Деброй Уингер и Мэнди Патинкином. Следующей известной ролью стал персонаж Принцессы Васимины в фильме «Конан-варвар» с Арнольдом Шварценеггером в главной роли.
Её следующий фильм, «Лето втроём», стал последним для американской аудитории. Эта история о любовном треугольнике на греческом острове Санторини с Питером Галлахером, Дэрил Ханной и самой Кеннесен в главных ролях. По словам Валери, во время съёмок фильма, в котором она играла археолога, ей удалось найти несколько глиняных осколков возрастом более 3500 лет на месте раскопок Акротири.
Вскоре после «Лета втроём» Валери появилась в короткометражке «We Cannes», снятой Франсуа Мансо в течение фестиваля 1982 года, после чего постепенно закончила актёрскую карьеру и посвятила себя семье. Всего за период с 1976 и до своей смерти в 1989 году снялась в 13 фильмах и сериалах.
Была замужем за Франсуа Мансо, от которого родила сына Антуана и дочь Эльзу.
Погибла в 31-летнем возрасте в автокатастрофе, произошедшей 19 марта 1989 года на шоссе A13 в районе Сент-Уан-де-Шам (Франция).